# 獵鷹9號Block 5
獵鷹9號 Block 5（英語：Falcon 9 Block 5）是由SpaceX在美國國內設計和製造的二級入軌的中型運載火箭。它是獵鷹9號全推力版的第五個版本，由SpaceX的梅林火箭發動機提供動力，可燃燒液態氧（LOX）和火箭級煤油（RP-1煤油）推進劑。
2017年，獵鷹9號 Block 5繼承了過渡性的Block 4版本。從Block 3到Block 5的主要變化是推力更高的發動機和著陸腳的改進。其他許多小變化也有助於簡化第一級助推器的恢復和可重複使用性，提高產率並優化可重複使用性。每個Block 5助推器的設計只需要花費很少的保養費用即可飛行10次，而經過翻新則可以飛行100次。其高度的可靠性意味著未來的載人任務也將使用獵鷹9號 Block 5進行。
於2018年5月11日發射孟加拉国父一号衛星時首次飛行。2018年6月29日進行的CRS-15任務是獵鷹9號的最後一次Block 4版本的發射，這是向全Block 5時代的過渡。
2022年3月19日發射Group 4-12 星鏈衛星，獵鷹9號 Block 5火箭♺B1051，完成首枚12次回收成功紀錄。